# Крикун, Александр Филиппович
Александр Филиппович Крикун (10 (23) марта 1909, с. Даниловка, Томская губерния, Российская империя — 1970, Москва, СССР) — советский воздухоплаватель и парашютист, мировой рекордсмен.

## Биография
Родился 23 марта 1909 года  в селе  Даниловка, ныне в составе городского округа города Славгород Алтайского края. Русский.
В сентябре 1930 года был призван в РККА, служил в Краснознаменной Амурской флотилии Дальневосточного флота. После окончания срочной службы продолжил служить в армии. В 1936 году окончил воздухоплавательную школу Гражданского воздушного флота и проходил службу пилотом Отдельной воздухоплавательной группы (ОВГ) аэрологической обсерватории. В 1938 году вместе с пилотами-аэронавтами Георгием Голышевым и Александром Фоминым испытал в полёте вариант конструкции гондолы стратосферного аэростата в виде планера. В этом испытательном полете на высоте 5 100 метров пилот Ильиченко провёл отцепку планера от субстратостата и успешно спланировал к месту вылета.
С целью испытания новой системы спасения при аварийных ситуациях был построен стратостат-парашют «СССР ВР-60» (СП-2) объемом 19790 куб. м.  Суть идеи заключалась следующем: при развитии аварийной ситуации из оболочки принудительно стравливался водород, скорость спуска резко возрастала, и под действием аэродинамических сил специально сконструированная оболочка принимала форму парашюта, который снижал скорость спуска до безопасной величины. Утром 12 октября 1939 года стратостат «СССР ВР-60» с экипажем  под командованием  Фомина в составе:  помощника командира Александра Крикуна и Михаила Волкова оторвался от земли, и через два часа был уже на высоте 16000 метров. В течение еще двух с половиной часов стратостат дрейфовал на этой высоте, а экипаж занимался сбором научной информации. Затем, открыв маневровый клапан, Фомин направил стратостат вниз. Скорость спуска аэростата постепенно нарастала, и оболочка стала приобретать форму парашюта, гася эту скорость, и демонстрируя правильность принятых конструктивных решений. На высоте 9000 метров оболочка внезапно вспыхнула и мгновенно разрушилась, гондола перешла в свободное падение. Фомин попытался открыть спасательный парашют, предназначенный для аварийного спуска гондолы, но тот по ряду причин не сработал. Надо отдать должное хладнокровию экипажа - на высоте 6200 метров был открыт люк гондолы, на высоте 4000 м гондолу покинули Волков и Крикун, на высоте 2000 метров выбросился Фомин. Комиссия, расследовавшая причину аварии, пришла к выводу, что причиной возгорания оболочки был разряд статического электричества, воспламенивший смесь водорода с воздухом в складках оболочки воздушного шара.
В 1940-1941 гг. Крикун выполнил ряд полётов для отработки аварийных прыжков с парашютом из  аэростата.
С началом Великой Отечественной войны 23 июня 1941 года младший лейтенант Крикун направлен в 1-й полк аэростатов наблюдения, воевал начальником штаба 14-го отряда аэростатов наблюдения, использовавшихся для корректировки артиллерийской стрельбы, на Западном фронте. В октябре 1941 года, в ходе Вяземской оборонительной операции,  вместе с войсками фронта оказался в окружении под Вязьмой, где попал в плен.
Содержался в лагере № 336 для советских военнопленных (г. Каунас, Литва). В лагере к военнопленным применялись жестокие пытки и издевательства в строгом соответствии с найденным там "Указанием для руководителей и конвоиров при рабочих командах", подписанным комендантом лагеря  полковником Эргардтом. В этом указании говорится: "Каждый военнопленный рассматривается в качестве врага". На основе этой директивы немецкие солдаты и конвоиры распоряжались жизнью военнопленных по своему усмотрению.  24 ноября 1943 года был переведён в лагерь  VIII-B, позже переименованный в Шталаг-344, расположенный недалеко от деревни Ламсдорф в Силезии (ныне в гмине Ламбиновице, Польша). В марте 1945 года был освобождён наступавшими советскими войсками.
После войны работал пилотом свободных аэростатов в Центральной аэрологической обсерватории Гидрометеослужбы СССР. 27 апреля 1949 года вместе с Порфирием Полосухиным при полёте на субстратостате СССР ВР-79 объёмом 2650 куб.м. установил всесоюзный рекорд высоты прыжка с парашютом (11 668 м), который превышал мировой.
Провел в воздухе более 2500 часов на свободных аэростатах, ему принадлежит ряд рекордных полётов на аэростатах различных моделей.